# 矢野妃菜喜
矢野妃菜喜（日语：／ Yano Hinaki，1997年3月5日—）是日本女聲優、歌手、演員，女子偶像組合私立惠比壽中學前成員。

## 經歷
1997年3月5日出生於兵庫縣。属于星塵傳播，偶像出道。2010年2月14日加入私立惠比壽中學，于2011年4月17日退出。

## 演出作品
※主要角色以粗體字来顯示。

### 電視動畫
2019年
- 笑容的代價（艾瑪）

2020年
- Love Live! 虹咲學園學園偶像同好會 （高咲侑）

2021年
- 賽馬娘 Pretty Derby Season 2（北部玄駒）
- 奇蛋物語 Wonder Egg Priority（澤木桃惠）
- SELECTION PROJECT（美山鈴音）
- 星光魔法（たわし@自由人）

2022年
- Love Live! 虹咲學園學園偶像同好會（第二期）（高咲侑）
- 孤獨搖滾！（喜多的朋友、妄想中的前同級生）

2023年
- 虹咲四格 動畫版（高咲侑）
- TechnoRoid 超越意志（凪、女性粉絲）
- 賽馬娘 Pretty Derby Season 3（北部玄駒）
- 絆之Allele（Halle）

2024年
- 怪人的沙拉碗（莎拉·達·奧丁）
- 虹咲四格 動畫版2（高咲侑）
- 這個世界漏洞百出（妮可拉）
- 擅長逃跑的殿下（雫）

2025年
- 我和班上最討厭的女生結婚了。（櫻森朱音）
- S級怪獸《貝希摩斯》被誤認成小貓，成為精靈女孩的騎士（寵物）一起生活（愛莉亞）
- 我與尼特女忍者的莫名同居生活（出浦白津莉）
- 黑岩目高不把我的可愛放在眼裡（難波朋）
- 鄉下大叔成為劍聖（菲瑟爾·哈貝拉）
- 持續狩獵史萊姆三百年，不知不覺就練到LV MAX ～其二～（姆姆·姆姆）
- 渡同學的××瀕臨崩壞（渡鈴白）
- 戀上換裝娃娃 Season 2（鴻上麗）

### 劇場動畫
- Love Live! 虹咲學園學園偶像同好會 完結篇 第1章（2024年，高咲侑[16]）
- Love Live! 虹咲學園學園偶像同好會 完結篇 第2章（2025年，高咲侑[17]）

### OVA
- Love Live! 虹咲學園學園偶像同好會 NEXT SKY（2023年，高咲侑[18]）

### 網路動畫
- Cannon Busters（2019年，S.A.M）[19]
- 賽馬娘 Pretty Derby 遊戲1週年紀念特別動畫（2022年，北部玄駒）

### 遊戲
2018年
- 温泉女孩 （平戶基惠 ）
- 殺戮紋章 （莫拉爾塔 ）

2021年
- 怪物彈珠（2021年 - 2022年 繪馬璃、芙蕾亞蜜絲、伊德海拉、2025年 三島晴子）
- 賽馬娘 Pretty Derby（北部玄駒）

2022年
- ALICE Fiction（安徒生）
- 洶湧海豚（咲宮入華）

2025年
- 蔚藍檔案（連河潔莉諾〈第2代〉）

## 來源
1. ↑  . 私立恵比寿中学オフィシャルブログ.   [2018-10-23].
2. ↑  . ラブライブ！虹ヶ咲学園スクールアイドル同好会.   [2020-09-13]. （原始内容存档于2020-01-30）.
3. ↑  . Comic Natalie. 2022-09-18  [2022-09-18]. （原始内容存档于2022-09-19） （日语）.
4. ↑  . YouTube. 2023-02-22  [2023-02-22] （日语）.
5. ↑  . Comic Natalie. 2022-12-09  [2022-12-09]. （原始内容存档于2022-12-15） （日语）.
6. ↑  . Comic Natalie. 2023-12-24  [2023-12-24]. （原始内容存档于2023-12-26） （日语）.
7. ↑  . MANTANWEB. 2023-12-25  [2023-12-25]. （原始内容存档于2023-12-25） （日语）.
8. ↑  . Comic Natalie. 2023-03-24  [2023-03-24]. （原始内容存档于2023-03-31） （日语）.
9. ↑  . Comic Natalie. 2023-09-10  [2023-09-10]. （原始内容存档于2023-09-11） （日语）.
10. ↑  . Comic Natalie. 2024-06-24  [2024-06-24]. （原始内容存档于2024-08-23） （日语）.
11. ↑  . Comic Natalie. 2024-03-18  [2024-03-18]. （原始内容存档于2024-03-19） （日语）.
12. ↑  . Comic Natalie. 2024-02-10  [2024-02-10]. （原始内容存档于2024-02-10） （日语）.
13. ↑  . Comic Natalie. 2024-10-10  [2024-10-10] （日语）.
14. ↑  . Comic Natalie. 2024-10-25  [2024-10-25] （日语）.
15. ↑  . Comic Natalie. 2025-06-12  [2025-06-12] （日语）.
16. ↑  . MANTANWEB. 2024-01-14  [2024-01-14]. （原始内容存档于2024-01-15） （日语）.
17. ↑  . Comic Natalie. 2024-10-20  [2024-10-20] （日语）.
18. ↑  . Comic Natalie. 2023-03-25  [2023-03-25]. （原始内容存档于2023-03-26） （日语）.
19. ↑  . キャノン・バスターズ.   [2020-12-26]. （原始内容存档于2021-08-17）.
20. ↑  Sony Music Artists Inc. .   [2018-10-23]. （原始内容存档于2018-10-23）.
21. ↑  Sony Music Artists Inc. .   [2018-10-23]. （原始内容存档于2018-10-23）.
22. ↑  yano_hinaki35的2021年1月5日的推文、. Retrieved 2021年1月8日.
23. ↑  yano_hinaki35的2021年4月13日的推文、. Retrieved 2023-07-07.
24. ↑  yano_hinaki35的2022年7月4日的推文、. Retrieved 2022-07-04.
25. ↑  xflag_monsoni的2025年7月10日的推文、. Retrieved 2025-07-10.
26. ↑  . Cygames. ウマ娘 公式サイト.   [2021-03-30]. （原始内容存档于2021-12-20）.

## 外部連結
- 矢野妃菜喜 | Sony Music Artists （页面存档备份，存于）（日語）
- 矢野妃菜喜的X（前Twitter）（日語）
- 矢野妃菜喜的Instagram帳戶（日語）